# Korowinskaja (rejon totiemski)
Korowinskaja (ros. Коровинская) – wieś w Rosji, w rejonie totiemskim obwodu wołogodzkiego. W 2010 r. liczyła 16 mieszkańców.